# Black Beauty (Roman)

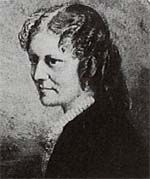
Anna Sewell

Black Beauty ist der Titel des einzigen Buches der britischen Autorin Anna Sewell. Der Roman wurde am 24. November 1877 veröffentlicht unter dem Originaltitel Black Beauty: The Autobiography of a Horse (Black Beauty: Die Lebensgeschichte eines Pferdes) als „Übersetzung aus der Pferdesprache“.

## Handlung

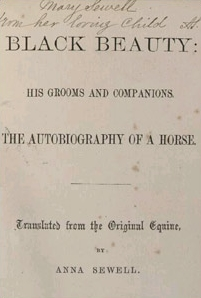
Erstausgabe mit Widmung Anna Sewells an ihre Mutter

Der Roman ist aus der Sicht des schwarzen Hengstes Black Beauty erzählt und schildert dessen erste etwa fünfzehn Lebensjahre – vom behütet aufgewachsenen Fohlen zum Reit- und Kutschpferd in einer tierlieben und verständnisvollen Familie über mehrere Stationen abwärts. Black Beauty gerät in unkundige Hände, die ihn und seine Gefährtin, die Fuchsstute Ginger, mit Aufsatzzügeln quälen, er wird von einem unerfahrenen Stalljungen durch falsche Behandlung in Lebensgefahr gebracht und von einem Betrunkenen in hohem Tempo über eine steinige Straße gejagt, obwohl er ein loses Hufeisen hat und zwangsläufig stürzen muss. Auch die Gefahren, die von falscher Fütterung und Haltung auf schmutziger Streu ausgehen, werden geschildert.  Als Droschken- und Mietpferd in London büßt Black Beauty wegen der Unterbringung in einem finsteren Stall fast sein Augenlicht ein. Nach und nach kommt er so herunter, dass kaum mehr Hoffnung auf ein glückliches Ende besteht. Doch als Black Beauty wieder einmal verkauft werden soll, zieht er die Aufmerksamkeit eines kleinen Jungen auf sich, der seinen Großvater überreden kann, das Pferd zu kaufen. Glücklicherweise gerät er so in die Hände seines einstigen Stalljungen, und die Erzählung endet mit der beruhigenden Aussicht, dass das Tier nun sein Gnadenbrot erhält und nie wieder verkauft werden soll.

## Hintergrund
Sewell hatte mit 14 Jahren einen Unfall, seit dem sie stark gehbehindert und zwecks Mobilität auf den Transport von Pferden angewiesen war. Sie entwickelte dadurch eine intensive Beziehung zu Pferden und war entsetzt über den damals weit verbreiteten Missbrauch dieser hart arbeitenden Tiere. Sewell kritisierte in ihrem Buch nicht nur die Fehler in der Tierhaltung und Ausnutzung der Kutschpferde, sondern hatte auch die ungünstigen Lebensumstände vieler Menschen ihrer Zeit im Auge. Ihr Ziel, die Aufmerksamkeit ihrer Leser auf die grausamen Bedingungen zu lenken, unter denen viele Arbeitspferde ihr Leben verbringen mussten, erreichte sie nicht unmittelbar, doch wurde der Roman im 20. Jahrhundert zu einem der bekanntesten Jugendbücher.

## Verfilmungen
Black Beauty wurde mehrfach verfilmt. Im Jahr 1921 entstanden gleich zwei Stummfilme unter der Regie von David Smith und Edward H. Griffith. Der erste Tonfilm zum Thema Black Beauty stammt aus dem Jahr 1933 und von Phil Rosen. 1946 drehte Max Nosseck mit dem damals noch sehr jungen tierischen Filmstar Beauty und mit Musik von Dimitri Tiomkin den vielleicht am besten gelungenen Film nach Anna Sewells Vorlage. 1971 entstand die Kinoversion Black Beauty von James Hill mit Uschi Glas und Walter Slezak, 1972 die englische Fernsehserie Black Beauty (gedreht unter anderem auf der Stockers Farm im Londoner Vorort Rickmansworth), 1978 ein US-amerikanischer Fernseh-Fünfteiler, der sich eng an die Romanvorlage hält, 1990 die englische Fortsetzung der 1972er Serie unter dem Namen Neue Abenteuer mit Black Beauty und 1994 die wohl bekannteste Verfilmung von Caroline Thompson.

## Auszeichnungen
Black Beauty ist in dem literarischen Nachschlagewerk 1001 Kinder- und Jugendbücher – Lies uns, bevor Du erwachsen bist! für die Altersstufe 8–12 Jahre enthalten.

## Buchausgaben (Auswahl)
- Anna Sewell: Black Beauty. Usborne, London 2018, ISBN 978-1-4749-4061-0.
- Anna Sewell: Black Beauty. Roman. Übersetzt von Felix Mayer. Anaconda, Köln 2011, ISBN 978-3-86647-614-1.

### Hörbuch
- Anna Sewell: Black Beauty: Die Lebensgeschichte eines Pferdes von sich selbst erzählt, gelesen von Barbara Stoll. 3 CDs, Eifelkrone, Neroth 2007, ISBN 3-937640-57-6.